# Ымыяхтах
Ымыяхтах (якут. Ымыйахтаах) — село в Намском улусе Якутии. Административный центр Едейского наслега.
Село расположено в левобережье Лены в 30 км к югу от села Намцы и в 45 км к северу от Якутска. Имеется подъездная дорога от автодороги Якутск — Намцы.
Климат местности резко континентальный. Зима продолжительная и малоснежная. Лето короткое и жаркое.
Действуют больница, почта, детский сад, школа на 192 мест, клуб на 120 мест, библиотека. Жители занимаются молочным скотоводством, мясным табунным коневодством, выращивают картофель.

## История
Образовано в 1930 году. По преданию жителей, они потомки лидера Омогой Бая, который когда-то здесь обосновался со своим семейством.
В XVII веке эта местность была известна как «Сергуев улус» князя Сергуя Унеги (Сергуй Унегин). В 1646 году Сергуй Унегин и другие якутские князцы обратились к воеводе В. Н. Пушкину за разрешением поехать в Москву к царю с просьбой улучшения жизни в их регионе. Поездка состоялась только в декабре 1676 года (задолго после смерти воеводы), результаты были в общем положительные.
В 1952 году здесь был колхоз «Кызыл сулус».
Село было переименовано в Ымыяхтах в 1998 году.

### Происхождение названия
Название происходит от произрастающего в местности растения «Ымыйах» (кровохлебка), используемого для лечения и как добавка к пище.
К северу от села имеется также озеро Ымыяхтах площадью 10 га и глубиной 9 м.

## Население
| 2002  | 2010  | 2012  | 2013  | 2014  | 2015  | 2016  |
| ----- | ----- | ----- | ----- | ----- | ----- | ----- |
| 1157  | ↗1219 | ↗1239 | ↗1253 | ↗1295 | ↗1306 | ↘1277 |
| 2017  | 2018  | 2019  | 2020  | 2021  |       |       |
| ↗1284 | ↗1289 | ↘1246 | ↘1202 | ↘1195 |       |       |

## Археология
По имени поселения названа археологическая ымыяхтахская культура позднего неолита, существовавшая во II тыс. до н. э. Она была названа по стоянке древних людей у близлежащего озера Ымыяхтах. Носители ымыяхтахской культуры заняли территорию обитания предыдущей белькачинской культуры.
Культура выделена А. П. Окладниковым в 1942 году, когда он обнаружил стоянку древних людей у озера Ымыяхтах.